# Mennydörgés

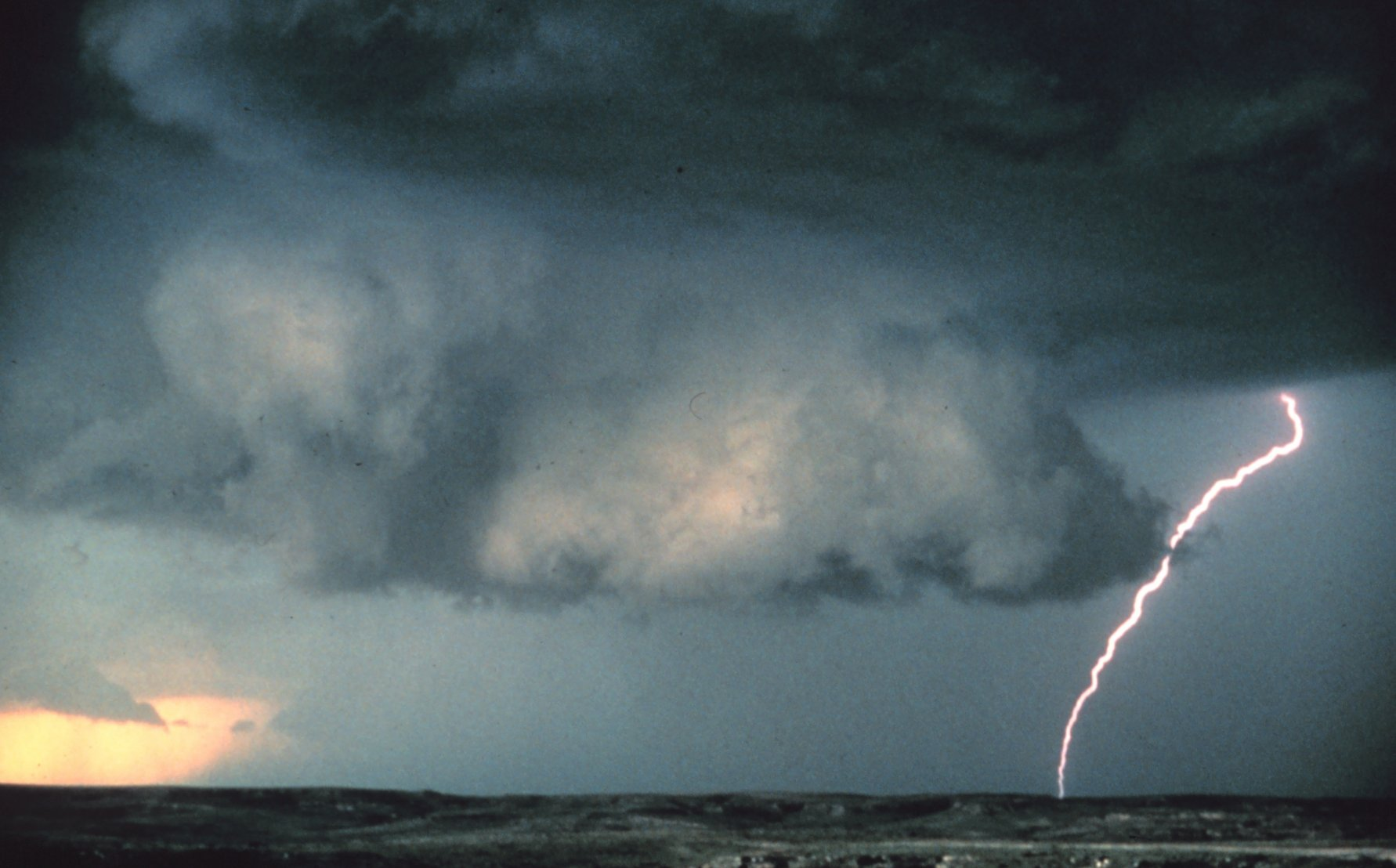

A mennydörgés a villámlás hatására bekövetkező intenzív hangjelenség. A villámlás során egy elektromos kisülés rövid idő alatt felhevíti a környező levegőt, ami kitágul, és egy lökéshullámot hoz létre, amely hanghullámként terjed tovább a levegőben.
A mennydörgés a villám közelében igen erős hanghatást kelt, ami átmeneti vagy tartós süketséget is okozhat.
A mennydörgés a legszemléletesebb példa arra, hogy a hang terjedési sebessége lassabb a fényénél: a hangsebesség száraz levegőben csak 343 m/s, míg a fénysebesség körülbelül 300 000 km/s, emiatt a villám fénye sokkal hamarabb érkezik meg a megfigyelőhöz, mint a mennydörgés. Az eltelt idők különbségéből a villám távolsága is könnyen kiszámítható, ha a kettő közti különbség körülbelül 3 másodperc, akkor a villám 1 kilométerre volt.